# Affiliering
Affiliering är en forskares anknytning eller tillhörighet till lärosäte eller annan organisation. Affiliering anges vid publicering i vetenskapliga verk, exempelvis vetenskapliga tidskrifter. 
Forskares affiliering vid lärosäte har betydelse vid bibliometriska analyser för att knyta publiceringar till det lärosäte vid vilket forskning bedrivits. Korrekt affiliering får betydelse i utvärderingar och medelsfördelning såväl mellan lärosäten som inom dem. 
Begreppet affiliering används ibland synonymt med adjungering.